# Čabová
Čabová (německy Brockersdorf) je malá vesnice, část města Moravský Beroun v okrese Olomouc. Nachází se asi 2 km na severovýchod od Moravského Berouna. Prochází tudy silnice I/46. Čabová je také název katastrálního území o rozloze 11,18 km2.

## Název
Původní podoba jména vesnice byla Čabova, přivlastňovací jméno od osobního jména Čab, což byla domácká podoba jména Čábud. Německé jméno Brockersdorf doložené od 17. století znamenalo "Brockerova ves" a bylo dáno nezávisle na českém.

## Historie
První písemná zmínka o obci pochází z roku 1397. Po roce 1850 šlo o samostatnou obec v politickém a soudním okrese Šternberk, od roku 1910 v okrese Moravský Beroun a od roku 1950 v okrese Bruntál. Součástí Moravského Berouna se Čabová stala v roce 1961, spolu s ním pak roku 2005 přešla do okresu Olomouc.

## Pamětihodnosti
- Krucifix stojící na levé straně silnice Moravský Beroun – Dvorce

## Galerie

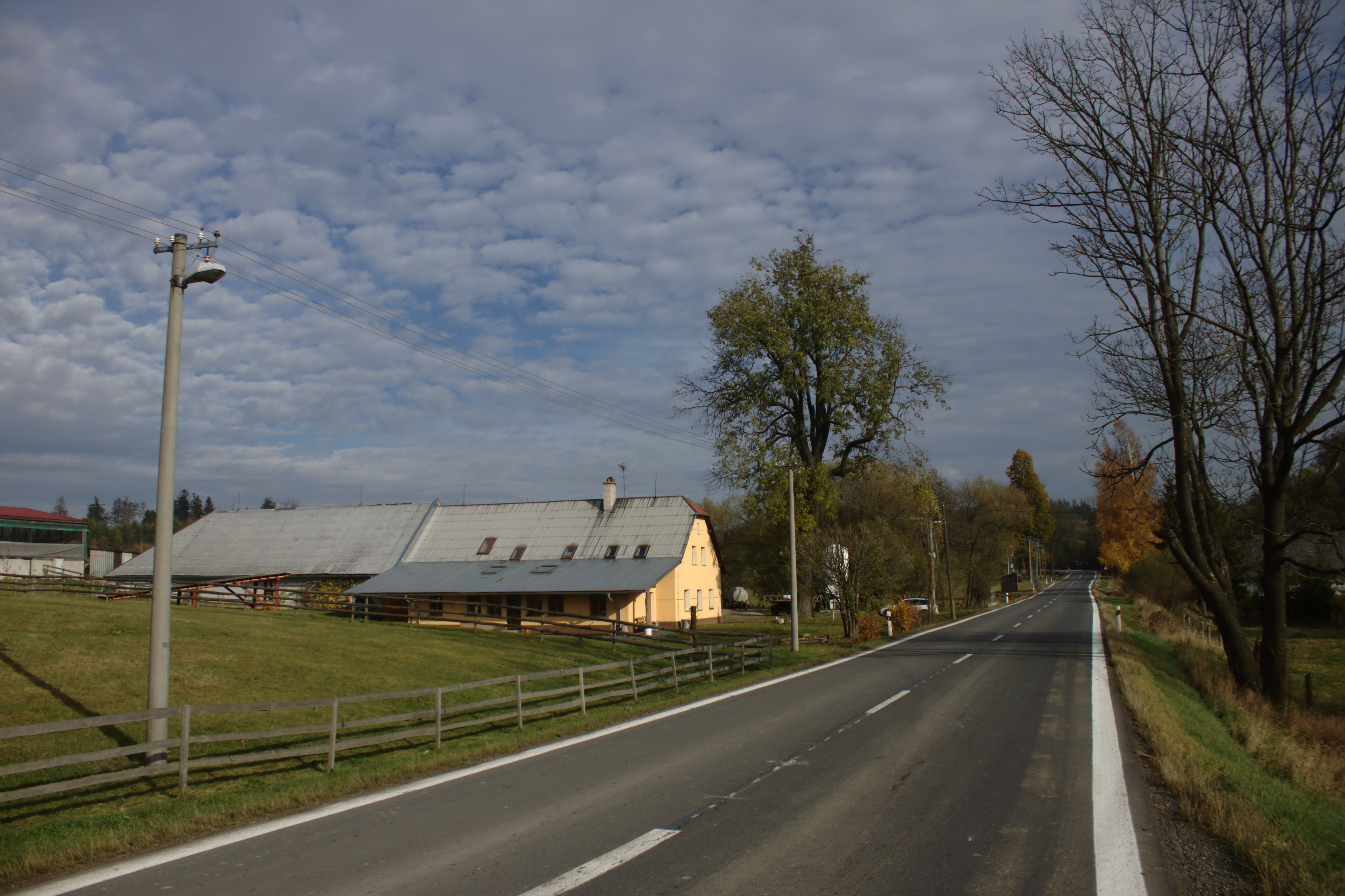
Statek
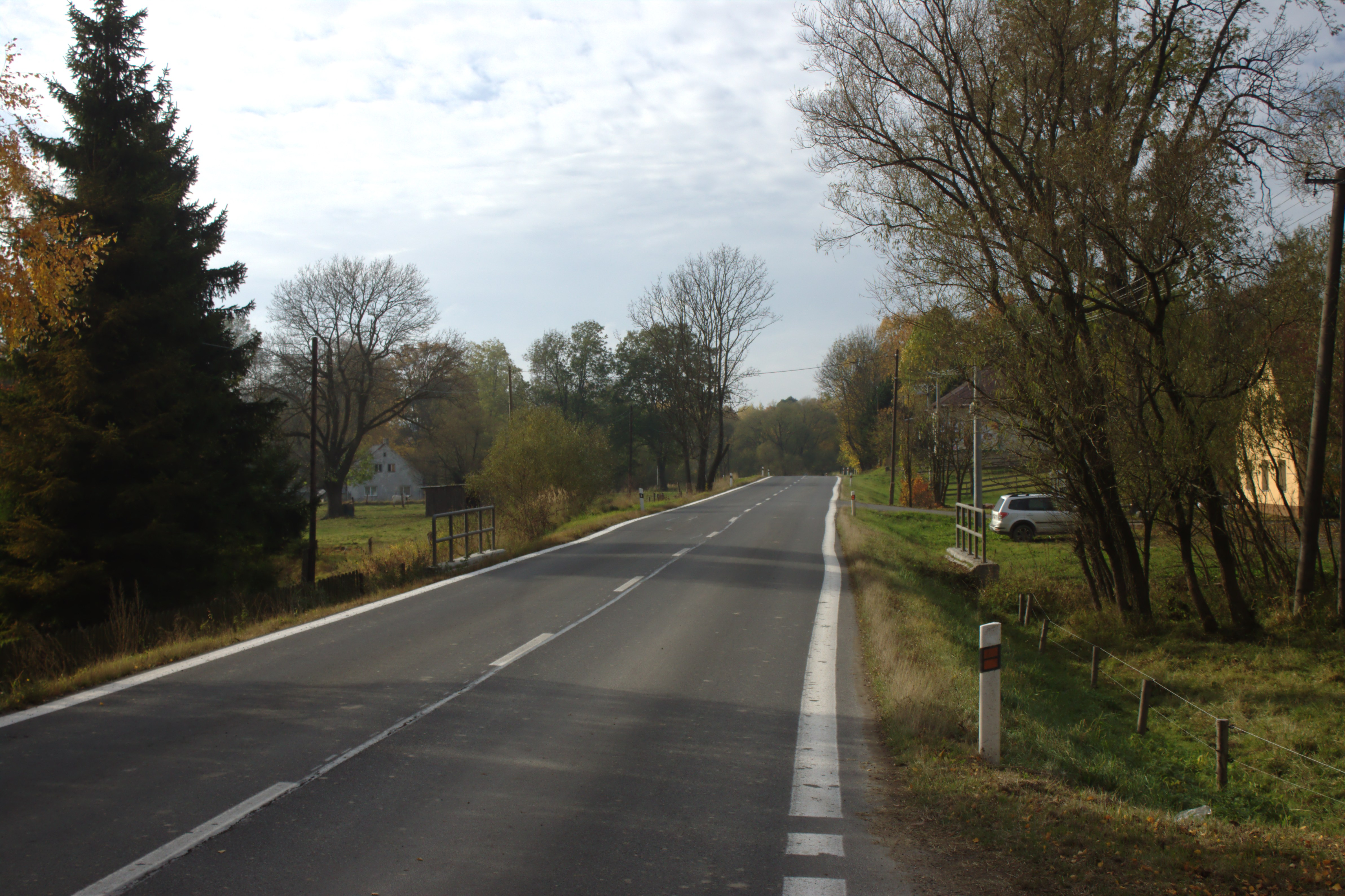
Silnice
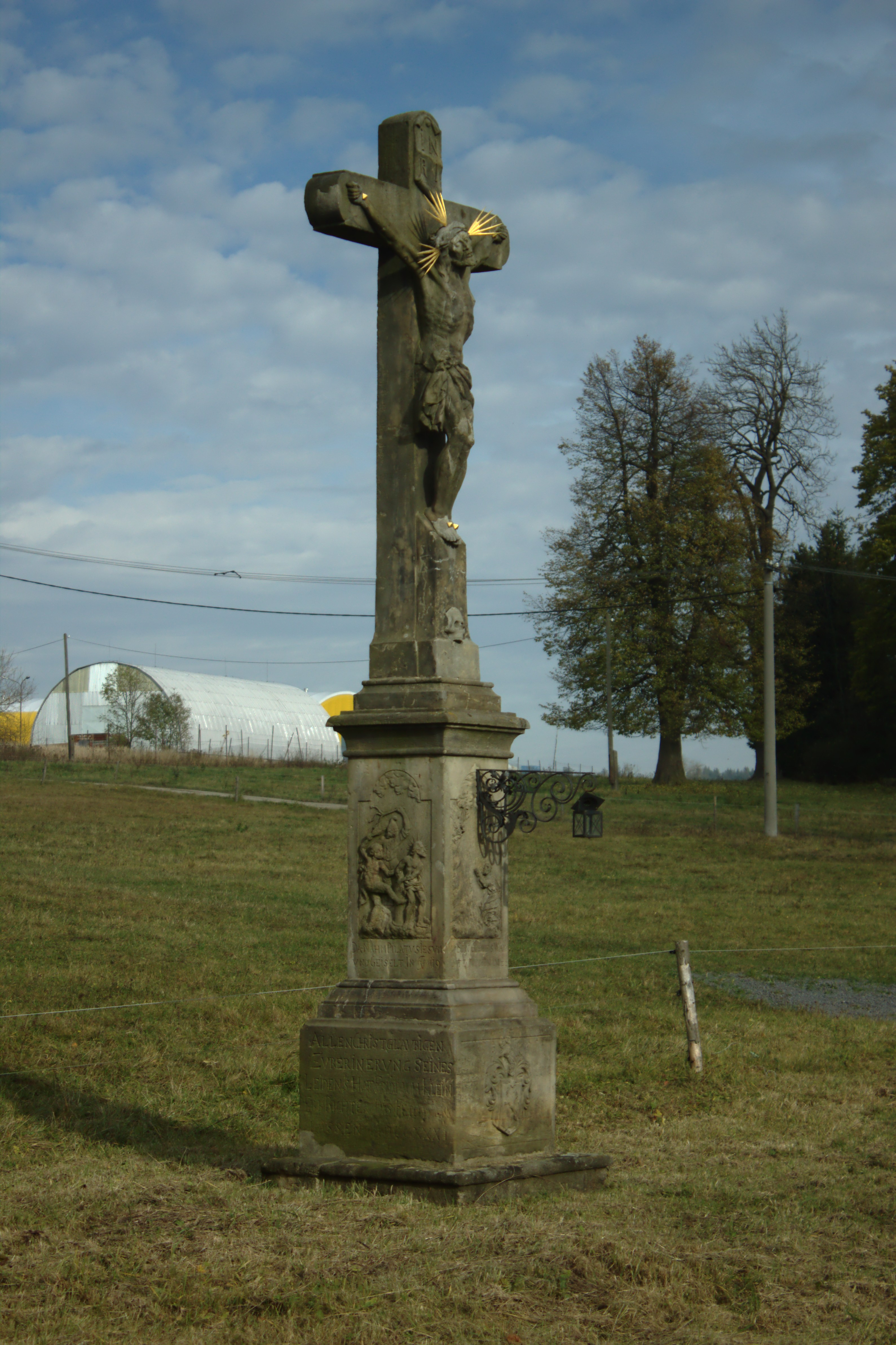
Kříž